# Regierung Gerhardsen III
Die Regierung Gerhardsen III wurde in Norwegen am 22. Januar 1955 durch Einar Gerhardsen gebildet und bestand bis zum 28. August 1963. Gerhardsen löste als Ministerpräsident die Regierung seines Parteifreundes Oscar Torp ab.
Dabei verfügte er nach dem Wahlerfolg der Arbeiderpartiet bei den Parlamentswahl vom 12. Oktober 1953 von 46,7 Prozent der Wählerstimmen über eine knappe absolute Mehrheit von 77 der 150 Sitze im Storting. Bei der darauf folgenden Parlamentswahl vom 6. Oktober 1957 konnte Gerhardsens Arbeiderpartiet den Vorsprung gegenüber der Opposition leicht ausbauen und bekam 48,3 Prozent sowie 78 Parlamentssitze. Diese absolute Mehrheit verlor die Arbeiderpartiet jedoch bei der Parlamentswahl vom 11. September 1961, als sie nur noch 46,8 Prozent und 74 Sitze erhielt. In der Folgezeit musste die Regierung daher auf das Abstimmungsverhalten der Sosialistisk Folkeparti (SF), deren zwei Abgeordnete Finn Gustavsen und Asbjørn Holm das „Zünglein an der Waage“ waren.
Nach der sogenannten Kings-Bay-Affäre über Mängel im staatlichen Steinkohlenbergbauunternehmen Kings Bay entzogen die beiden sozialistischen Abgeordneten der Regierung Gerhardsen jedoch die Unterstützung, sodass dieser nach mehr als achtjähriger Amtszeit am 28. August 1963 zurücktreten musste. Dies bereitete den Weg für die erste bürgerliche Regierung Norwegens nach dem Zweiten Weltkrieg unter Führung von Ministerpräsident John Lyng von der konservativen Høyre. Allerdings zerbrach diese Koalition bereits nach weniger als vier Wochen am 25. September 1963 und Gerhardsen konnte anschließend seine vierte Regierung bilden.

## Minister
| Ressort                   | Minister | Partei                                          |
| ------------------------- | --- | ----------------------------------------------- |
| Ministerpräsident         | Einar Gerhardsen | Arbeiderpartiet                                 |
| Äußeres                   | Halvard Lange | Arbeiderpartiet                                 |
| Justiz und Polizei        | Jens Christian Hauge 1. November 1955 Jens Haugland                                                                                       | Arbeiderpartiet Arbeiderpartiet                 |
| Kommunen und Arbeit       | Ulrik Olsen 1. September 1958 Andreas Zeier Cappelen 4. Februar 1963 Oskar Skogly                                                         | Arbeiderpartiet Arbeiderpartiet Arbeiderpartiet |
| Verteidigung              | Nils Handal 18. Februar 1961 Gudmund Harlem                                                                                               | Arbeiderpartiet Arbeiderpartiet                 |
| Soziales                  | Rakel Seweriin 1. August 1955 Gudmund Harlem 18. Februar 1961 Olav Bruvik 30. Dezember 1962 Aase Bjerkholt 4. Februar 1963 Olav Gjærevoll | Arbeiderpartiet Arbeiderpartiet Arbeiderpartiet |
| Kirchen und Unterricht    | Birger Bergersen 23. April 1960 Helge Sivertsen                                                                                           | Arbeiderpartiet Arbeiderpartiet                 |
| Industrie                 | Gustav Sjaastad 9. April 1959 Kjell Holler 4. Juli 1963 Trygve Lie                                                                        | Arbeiderpartiet Arbeiderpartiet Arbeiderpartiet |
| Landwirtschaft            | Olav Meisdalshagen 14. Mai 1956 Harald Johan Løbak 23. April 1960 Einar Wøhni                                                             | Arbeiderpartiet Arbeiderpartiet Arbeiderpartiet |
| Handel und Schifffahrt    | Arne Skaug 13. Januar 1962 O.C. Gundersen                                                                                                 | Arbeiderpartiet Arbeiderpartiet                 |
| Fischerei                 | Nils Lysø | Arbeiderpartiet                                 |
| Verkehr und Kommunikation | Kolbjørn Varmann 23. April 1960 Trygve Bratteli                                                                                           | Arbeiderpartiet Arbeiderpartiet                 |
| Finanzen und Zölle        | Mons Lid 28. Dezember 1956 Trygve Bratteli 23. April 1960 Petter Jakob Bjerve 4. Februar 1963 Andreas Zeier Cappelen                      | Arbeiderpartiet Arbeiderpartiet Arbeiderpartiet |
| Familien und Verbraucher  | 21. Dezember 1956 Aase Bjerkholt | Arbeiderpartiet                                 |
| Löhne und Preise          | 1. August 1955 Gunnar Bråthen 9. April 1959 Gunnar Bøe 1. September 1962 Karl Trasti                                                      | Arbeiderpartiet Arbeiderpartiet Arbeiderpartiet |